# Bristow (fumetto)
Bristow è un personaggio immaginario protagonista di una omonima serie a fumetti a strisce ideata dal britannico Frank Dickens nel 1960 e incentrata su un impiegato dell'ufficio acquisti di una multinazionale. La striscia è stata realizzata ininterrottamente fino al 2012 per oltre 50 anni sempre dallo stesso autore e questo ha portato alla sua inclusione nel Guinness dei primati nel 2010. Dickens usa l'espediente grafico di scrivere le parole corrispondenti alle azioni del personaggio (a es.: flinch flinch - sussulta sussulta). Questi suoni onomatopeici rendono adeguatamente le sensazioni e i movimenti nel ristretto spazio di una vignetta. In una sola tavola possiamo vedere illustrata «la settimana lunga di un eroe del nostro tempo: Bristow, impiegato in bombetta, ilare contestatore integrato, irriverente giullare di una commedia scandita sul ritmo delle ore d'ufficio». Esempio: «7,30 SVEGLIA salto nel letto ricaduta supplemento sonno - 7,44 furore odio furore angoscia ansia corsa nel bagno barba». Si va avanti per altre 10 azioni simili fino alle «8,37 FINALMENTE al lavoro! al LAVORO ahh! dove QUASI "tutto è ordine e beltà / lusso calma e voluttà».

## Storia editoriale
L'autore nel 1960 aveva sviluppato il suo primo fumetto, Oddbod, nel quale debutta un personaggio, Bristow, che sarebbe stato meglio caratterizzato successivamente in una serie dedicata che esordì il 19 settembre 1961 inizialmente su alcune testate locali l'Aberdeen Press e il Western Mail e dal 1962 sull'Evening Standard sul quale venne pubblicato fino al 2012. La serie è stata distribuita in tutto il mondo eccetto che negli Stati Uniti in quanto l'autore si rifiutò di snaturare i suoi personaggi per adattarli al gusto del mercato americano. Fra il 1966 e il 2011, sono stati pubblicati 12 volumi antologici.

### Edizioni estere
In Italia i volumi con le raccolte delle sue strisce sono stati pubblicati da Mondadori, mentre le strisce sono state pubblicate sulle riviste Linus ed Eureka. In Australia è stato pubblicato sul Melbourne Herald e sul Sydney Morning Herald.

## Biografia del personaggio
Il fumetto segue la vita quotidiana di un impiegato dell'ufficio acquisti della "Chester-Perry Co.Ltd", rappresentata da un immenso, monolitico edificio. Ama fantasticare e ha manie di grandezza in cui si vede come un neurochirurgo e uno scrittore. Il suo tomo epico, «Living death in the buying department» ("Morte vivente nell'ufficio acquisti"), deve ancora trovare un editore, ma ciò non lo scoraggia. Vive in una piccola camera a East Winchley e fa il pendolare in treno arrivando invariabilmente in ritardo. È circondato dai colleghi, Jones, Hewitt, Dimkins, Miss Sunman, il capocuoco Gordon Blue, il ragazzo della posta Elvis Boggis, le signore del tè e il suo prepotente capo Fudge. Ha una cotta per una abituale visitatrice, miss Pretty della Kleenaphone, ditta di manutenzione dei telefoni; altro visitatore regolare è un piccione che si ferma sul davanzale della finestra, che durante l'inverno migra verso climi più caldi, dove visita la controparte di Bristow, un nero in abito bianco. Bristow si reca invariabilmente in vacanza in un villaggio turistico chiamato "Funboys Sur La Plage".

## Altri media
La serie è stata trasposta in una serie radiofonica su BBC Radio 4 nel 1999, con protagonista Michael Williams. Ne sono state fatte anche diverse trasposizioni teatrali delle quali una nel 1971.